# Recent Developments
Recent Developments ist ein Jazzalbum von Harris Eisenstadt. Die am 13. Juni 2016 im Water Music Studio in Hoboken, New Jersey entstandenen Aufnahmen erschienen 2017 auf Songlines Recordings.

## Hintergrund
Eisenstadt entwarf seine ersten Kompositionsskizzen für das Album auf einem Flug nach einer Tour zurück nach Brooklyn und bei der Frage, mit welchen Spielern er dabei zusammenarbeiten wollte, stützte er sich auf seine langjährige Zusammenarbeit mit Musikern wie Nate Wooley, Jeb Bishop, Dan Peck, Eivind Opsvik und Sara Schoenbeck. Bassist Eivind Opsvik hatte bei Canada Day II (Songlines, 2011) mitgewirkt; Dan Pecks Tuba war im Canada Day Octet (482 Music, 2012) zu hören, und der Posaunist Jeb Bishop auf dem Eisenstadt-Trio-Album Tiebreaker (Not Two Records, 2008). Ebenfalls anwesend sind die Fagottistin Sara Schoenbeck, die Saxophonistin Anna Webber  (die her allerdings Flöte spielt), des Weiteren der Banjoist/Gitarrist Brandon Seabrook und der Cellist Hank Roberts. Eisenstadt probte das Material mit der Band und testete es live, wobei er einige endgültige Entscheidungen für den Tag der Aufnahme aufsparte, schrieb Eric McDowell.

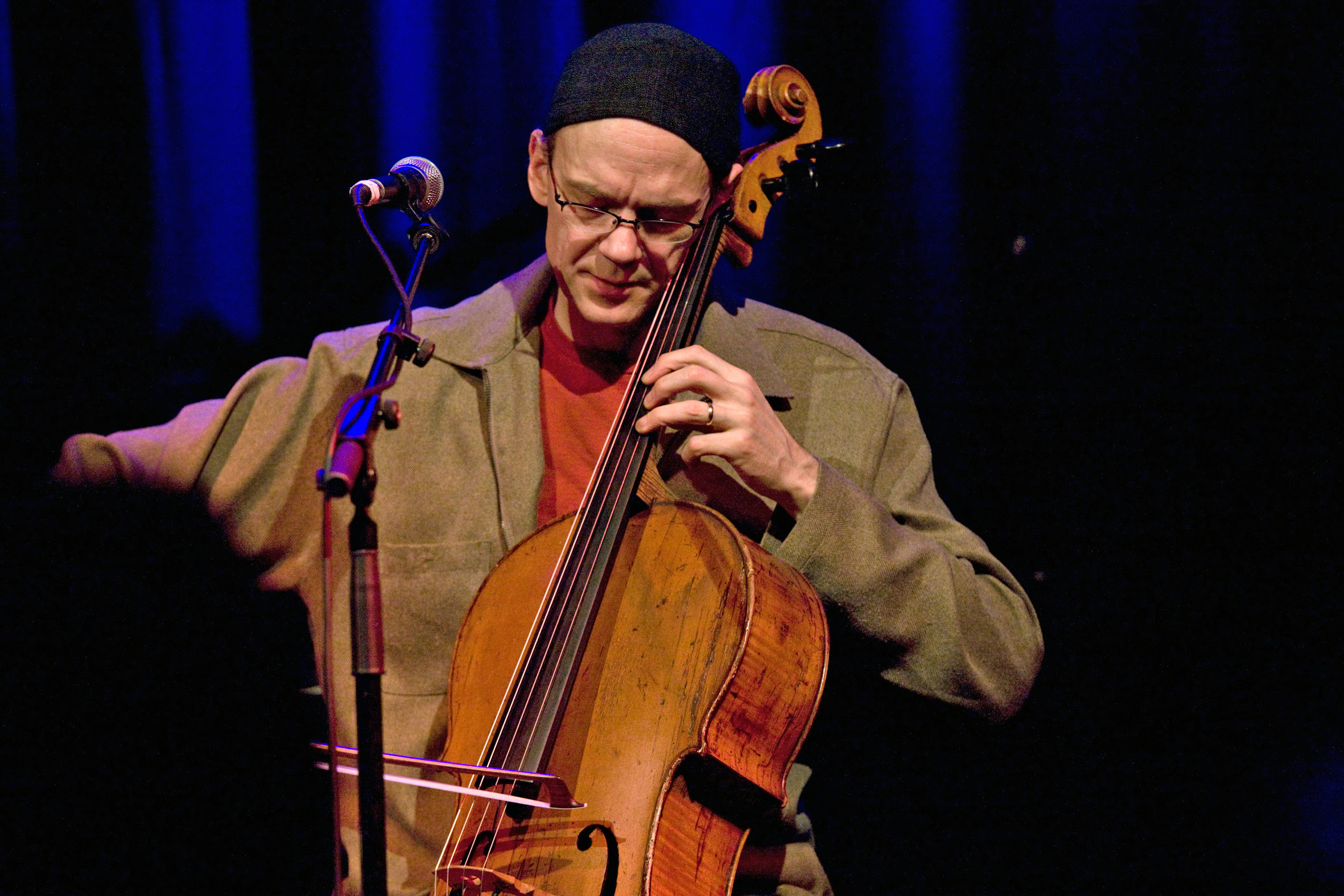
Hank Roberts im Jazzhaus Stadtgarten, Köln (März 2008)

Trotz des Newsletter-Titels ist Recent Developments (deutsch „Kürzliche Entwicklungen“) viel mehr als eine Sammlung von Musikstücken, die nur durch ihre chronologische Nähe vereint sind, meint McDowell. Stattdessen präsentiert Eisenstadt eine Suite aus sechs Teilen, die mit Zwischenspielen durchdrungen und bewusst gesetzt wurden. Das Album baut diese quasi-romanhafte Struktur auf und beginnt mit einer kontrastierenden „Einführung“ und einem „Prolog“. Ersteres ist ein flinkes Duett für Anna Webbers Flöte und Schönbecks Fagott, letzteres ein dunkles und dröhnendes Duett für Bass (Opsvik) und Tuba (Peck). Von den zwölf verbleibenden Tracks – einige weniger als eine Minute lang, andere fünf oder sechs – sind die Teile eins bis sechs länger und eher durchkomponiert, wobei der Schwerpunkt auf Groove, Melodie und dem komplexen Kontrapunkt liegt. „Während sie oft wie Motown-Hits aufgeschichtet sind und einige starke konventionell strukturierte Solos aufweisen, bieten sie auch die Möglichkeit, in herausfordernden Solo- oder Duo-Features ohne Rückkehr zur Melodie zu enden.“ Diese sechs Titel sind diejenigen, bei denen es am wahrscheinlichsten emotional bewegend sind, meint McDowell – „Part 2“ swingt, „Part 4“ beginnt mit Tuba in der zweiten Linie, Jeb Bishops schwelendes Solo in „Part 3“, dem Spiel des Cellisten Hank Roberts auf „Part 6“. Während Eisenstadt selbst die abstrakteren Momente der Hauptsuite mit unterbrochenen Unisono-Figuren untermauert, wird das Spiel auf den Zwischenspielen – oder zumindest Klängen – frei improvisiert. Die Auswahl der Stücke mit den Titeln „Part 1“ bis „Part 6“ decke eine Reihe von Stilen und Instrumentenkombinationen ab, schrieb Karl Ackermann. Teil 1 beginne etwa mit einem Duo aus Peck und Seabrook, dem später Wooley beitritt. Der Trompeter beendet das ansonsten bukolische Stück im rasenden Tempo. „Teil 2“ folgt einem ähnlichen Muster, aber hier greift Eisenstadt ein, um das pastorale Tempo zu stören.
In einem Interview auf seiner Website stellt Eisenstadt eine explizite Verbindung zwischen den überlappenden farbigen Kreisen des Albumcovers und der „großen Auswahl an Klangfarbenkombinationen… im Mittelpunkt der Aufnahme“ her. „Von den dunklen tiefen Registern von Bass und Tuba an einem Ende bis zu den fliegenden, spröden Klängen von Flöte und Banjo (Brandon Seabrook) am anderen - mit Cello, Posaune, Trompete und Fagott dazwischen - hat Eisenstadt eine wahre Palette zum Malen.“

## Titelliste
- Harris Eisenstadt: Recent Developments (Songlines Recordings – SGL 1620-2)[3]
  1. Introduction 0:26
  2. Prologue 0:57
  3. Part 1  6:33
  4. Interlude (group 1)  1:58
  5. Part 2  6:27
  6. Interlude (Quartet) 1:37
  7. Part 3  3:10
  8. Interlude (Duo) 0:27
  9. Part 4  5:13
  10. Interlude (Group 2)  1:20
  11. Part 5  5:33
  12. Interlude (Duo) 1:41
  13. Part 6  2:53
  14. Epilogue 2:18

## Rezeption
Bill Meyer vergab an das Album im Down Beat vier Sterne und schrieb, in der Entwicklung seiner Arbeit überschreite der Komponist und Schlagzeuger Harris Eisenstadt zwei Fragestellungen: „Die reichhaltigen, differenzierten Streich- und Holzblastexturen erweitern die kammerartige Instrumentierung seines Golden State Quartetts, aber die Größe des Ensembles und der episodische, albumlange Fortschritt der Musik fügen diese Platte einer Reihe von Projekten wie Fight Or Flight [2002] und dem Canada Day Octet [2012] ein.“ Für jede Aktion, die Eisenstadt als Komponist und Arrangeur unternehme, gebe er eine gleichermaßen überlegte Antwort, so Meyer. Das Banjo von Brandon Seabrook und die swingenden Trommeln des Bandleaders balancierten das großzügig eingesetzte Fagott, die Flöte und die Streicher. Und während die offiziell genannten Teile der Suite ein sehr detailliertes Stück für sich darstellen, wird jedes von kürzeren, lockeren Segmenten eingeklammert, die die Spannung der Musik lockern.

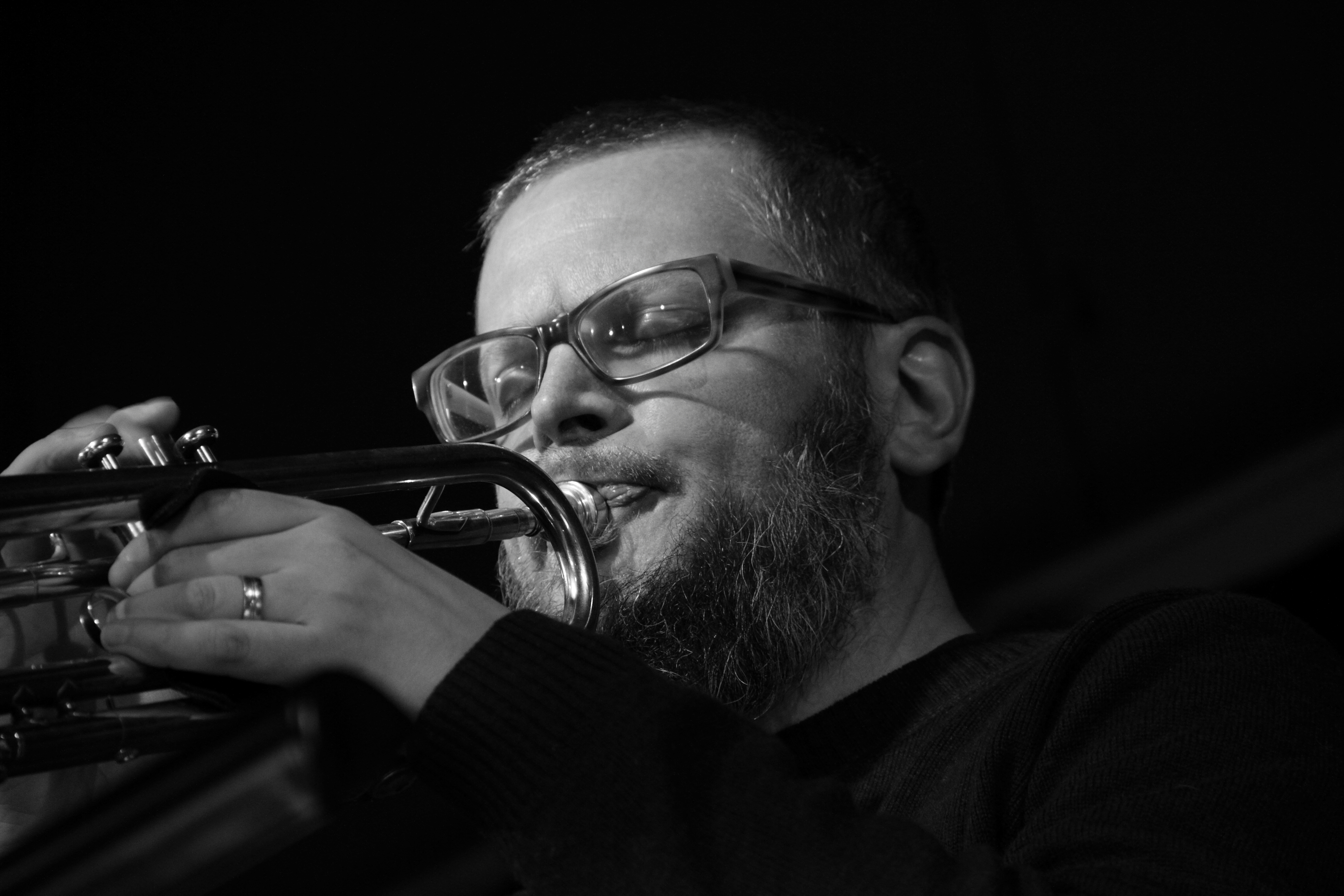
Nate Wooley, 2014

Nach Ansicht von Eric McDowell, der das Album im Free Jazz Blog rezensierte, sei die Art und Weise, wie Eisenstadt melodisches Material sowohl innerhalb eines Titels, von einem Instrument zum anderen als auch zwischen Teilen austauscht, ist meisterhaft und effizient, und erzeugt Echos, die das Ganze zusammenhalten. Bei den frei improvisierten Zwischenabschnitten und abstrakteren Momenten der Hauptsuite zahle sich die vielfältige Instrumentierung des Nonetts wirklich aus, meint der Autor. „Er nutzt verschiedene Arten von Dichte und Textur, um seine Spieler zu schichten. Das Ergebnis ist perfekt ausbalanciert - wie in Eisenstadt zwanzig Alben, die niemals zufrieden sind, an einem Ort zu bleiben oder zu lange nach einer Erwartung zu spielen.“
Karl Ackermann schrieb in All About Jazz, die „jüngsten Entwicklungen“ hätten ihre Bezeichnung von einer frechen Anekdote über „Entwicklung“ als „skalierbare Punkte auf einem Diagramm im Vergleich zur fotografischen Definition des Wortes.“ Letzteres sei das Gefühl, das Eisenstadt hier vermittle, und tatsächlich spiele sich das Album als Vignette ab, die mehr durch die Atmosphäre als durch eine laufende Erzählung verbunden sei. Die ähnlich betitelten Teile könnten mit minimaler Auswirkung auf das Hörerlebnis zufällig ausgewählt werden. „Dies ist eine höchst ungewöhnliche und ansprechende Sammlung“, resümiert Ackermann, „die einige der kreativsten Schriften Eisenstadts und eine bemerkenswerte Ansammlung talentierter Musiker enthält.“
Mike Borella (Avant Music News) meinte, Eisenstadt leite auf dem Album „ein Nonet mit einem Who’s Who kreativer Musik“, womit der Gesamtsound zu einem Jazzorchester gehört, das eher sperrige Musik spiele. Man denke hier an Anthony Braxton, aber nicht nur, weil einige seiner Mitarbeiter hier präsentiert würden. Besonders ansprechend sei nicht nur das Fagott Schoenbecks (das einige fantastische hüpfende Linien in den tiefen Registern und Dröhnen biete), sondern auch Seabrooks Punk-Banjo-Spiel. „Das Instrument verleiht der Mischung nicht nur eine einzigartige Farbe, Seabrook hat auch eine Vorliebe für Durchsetzungsvermögen, schnelle Auswahl und das Hinzufügen von Noten in unerwarteten Momenten.“ Ein herausragender Track sei Teil 4, so Borella, in dem Schönbeck, Webber und Eisenstadt im Trio-Format beginnen, aber schließlich vom Rest des Ensembles eingerahmt werden, um eine komplexe, eckige Reihe überlappender Melodien zu erstellen, die mit einem Ausbruch von Webber und Roberts enden. Darauf folgt „Interlude Group 2“, eine aggressive freie Improvisation aller Mitwirkenden.